# Skruvlosta
Skruvlosta (Bromus lanceolatus) är en gräsart som beskrevs av Albrecht Wilhelm Roth. Skruvlosta ingår i släktet lostor, och familjen gräs. Inga underarter finns listade i Catalogue of Life.